# Chevrolet Small-Block
Il nome Chevrolet Small-Block identifica una vasta famiglia di motori endotermici prodotti dal 1955 ad oggi dalla Casa automobilistica statunitense Chevrolet. In genere, però, sono considerati small-block per antomasia tutti gli small-block prodotti fino al 1992 in campo automobilistico (e fino al 2005 in altri campi), ossia quelli di prima generazione.

## Introduzione

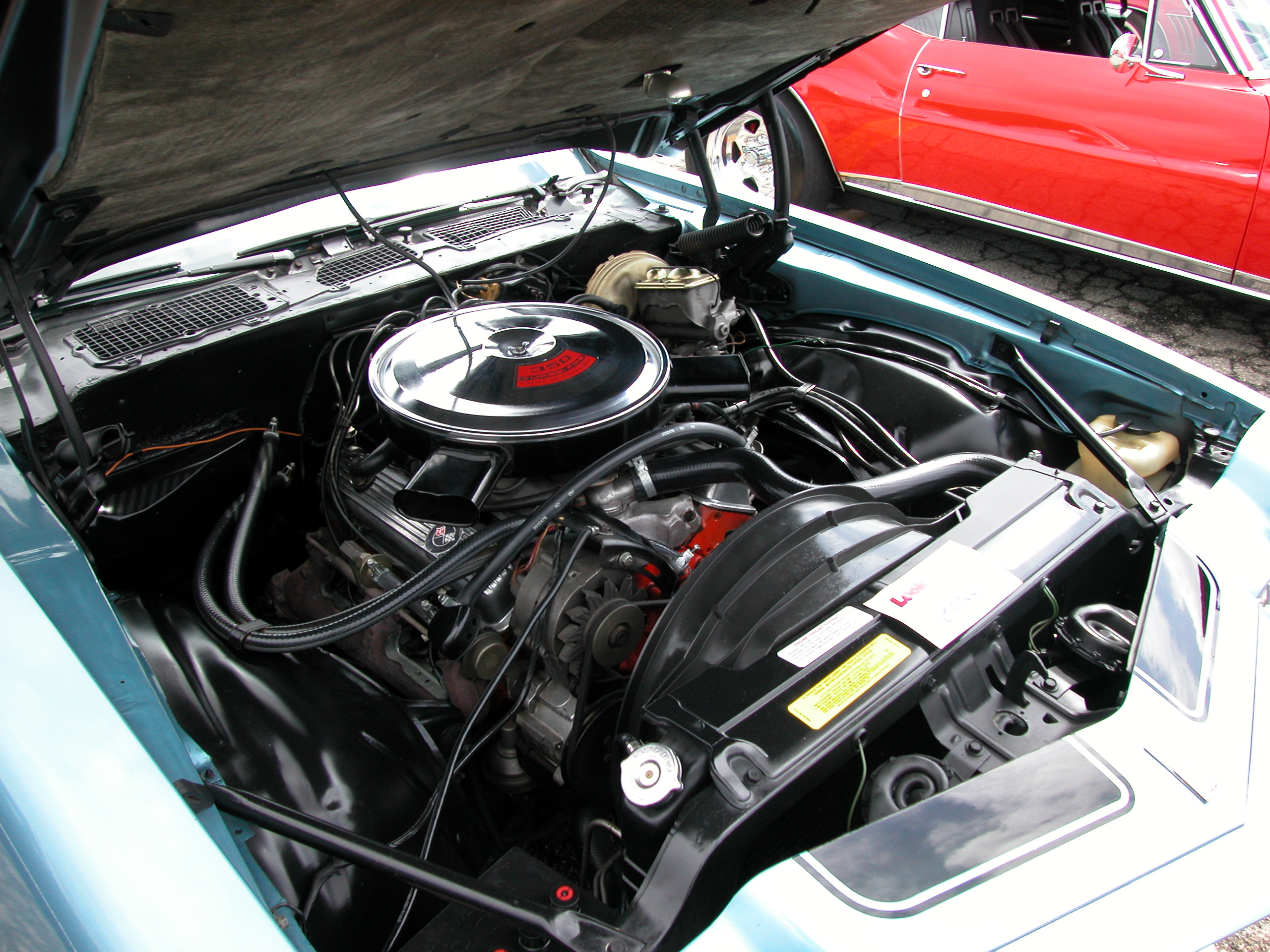
Vista di uno small-block 350 montato su una Camaro

Quella dei motori small-block prodotti dalla Chevrolet è una delle epopee senza fine della storia dei motori d'oltreoceano, assieme a quella dei motori big-block. Il gruppo statunitense della General Motors è sempre stato noto per aver lasciato una certa autonomia di esercizio ai marchi da esso inglobati. Sulla base di tale politica, diversi marchi diedero vita a motori o serie di motori differenti dall'uno all'altro marchio. E così è stato anche per la Chevrolet, la quale realizzò nel 1954 il suo primo motore small-block, il primo di una lunghissima serie di motori destinata a fare epoca (tra l'altro, anche altri marchi sotto la General Motors crearono le loro serie di motori V8, ed anche le altre due grandi Case americane, ossia la Ford e la Chrysler, ebbero i loro small-block). Questo nuovo motore è stato realizzato in tempi record dal brillante staff dell'allora capo progettista Ed Cole. Tale motore, destinato inizialmente a vetture come le prime Chevrolet Corvette e le Chevrolet Bel Air, sarebbe poi stato montato anche su altri modelli della marca. La fama dei motori small-block è dovuta, oltre che alle sue indubbie doti di robustezza ed affidabilità, anche alle notevoli prestazioni, sottolineate anche da una astuta campagna pubblicitaria.
Nel corso degli anni, i motori small-block hanno subito diverse evoluzioni, proponendosi in varie cilindrate e con più sistemi di alimentazione: inizialmente si utilizzarono più carburatori, ma in seguito si passò all'iniezione meccanica e più in là a quella elettronica.
Il successo del motore small-block Chevrolet è stato tale da spingere la General Motors ad utilizzarlo anche su altri marchi.
I motori Chevrolet Small-Block sono stati inseriti nella lista dei 10 migliori motori automobilistici del XX secolo.
Fino al 1986 i motori small-block erano interamente in ghisa, mentre a partire da tale anno venne introdotta la testata in lega di alluminio. Inoltre, dal 1997 è stata introdotta una nuova generazione di motori small-block, nata da un progetto nuovo (si tratta di motori interamente in lega di alluminio), ma che segue alcune linee di massima tracciate dagli small-block classici.
Questi ultimi sono stati montati sulle normali autovetture fino al 1997 e sui grossi mezzi commerciali fino al 2003. Solo la seconda generazione di motori small-block può essere considerata stretta parente degli small-block precedenti, mentre le generazioni successive non lo sono più.

## Evoluzione dei motori Chevrolet small-block
Di seguito viene tracciato un percorso evolutivo dei motori small-block Chevrolet.

### Prima generazione
La prima generazione di motori Chevrolet small-block è stata anche la più longeva in assoluto ed è quella a cui gli appassionati fanno riferimento quando parlano di motori small-block. È quindi la generazione che più di ogni altra ha lasciato il segno nella storia dei motori Chevrolet e General Motors in generale.
Il fatto che tale generazione sia stata prodotta in un arco di tempo di interi decenni fa sì che le caratteristiche in comune tra le varie versioni ed evoluzioni non siano numerose. Tuttavia, di seguito sono riportate le più evidenti:
- architettura di tipo V8, ossia 8 cilindri a V;
- angolo di 90° tra le bancate;
- impostazione dimensionale di tipo superquadro;
- basamento e testate in ghisa;
- testate con struttura cross-flow;
- distribuzione ad un albero a camme centrale nel basamento, con aste e bilancieri.

Il cammino evolutivo degli small-block Chevrolet di prima generazione è molto lungo. Come spesso succede nei casi di motori americani, ogni versione di questi small-block viene identificata da un numero di tre cifre, che altro non è che la cilindrata del motore stesso espressa in pollici cubi. Gli small-block hanno debuttato con l'unità 265 ed hanno raggiunto il culmine con l'unità 350, senza dubbio la più famosa tra gli small-block Chevrolet. Gli small-block di prima generazione sono noti anche con il soprannome Turbo-Fire.

#### 265

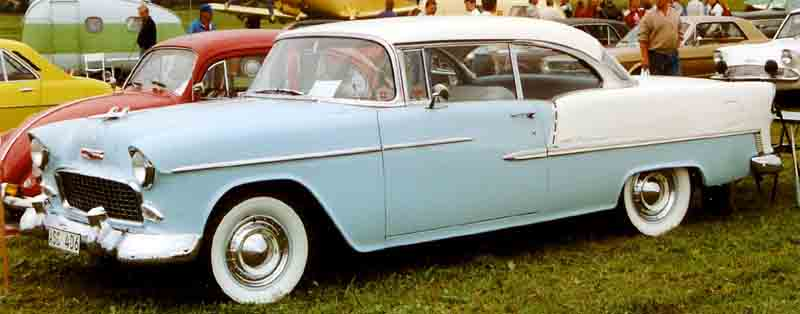
Le prime Chevrolet Bel Air montavano già motori small block, in particolare quello da 265 pollici cubi

Come già precisato, con questa sigla viene indicato il primo motore V8 small-block Chevrolet di prima generazione. Introdotto nel 1955, tale motore era stato realizzato in sole 15 settimane dal vulcanico Ed Cole e dal suo staff. Le caratteristiche dimensionali di questa prima versione prevedevano un alesaggio di 95.25 mm ed una corsa di 76.2 mm, per una cilindrata complessiva di 4344 cm³ (pari appunto a 265 pollici cubi). Il rapporto di compressione era di 8:1, mentre l'alimentazione era a carburatore doppio corpo nelle varianti di base di tale motore. Queste potevano così raggiungere una potenza massima di 162 CV.
Ma a pagamento era possibile ottenere due varianti motoristiche più performanti. La prima differiva per la presenza di un carburatore quadricorpo al posto del doppio corpo e per lo scarico sdoppiato ed erogava una potenza massima di 180 CV. La seconda variante montava un carburatore ancor più performante ed un asse a camme più spinto ed arrivava ad erogare 195 CV.
Inoltre, dal 1956, anno seguente al suo debutto, il motore 265 è stato ulteriormente rivisto e poteva essere ottenuto anche con potenze di 210, 225 e 240 CV. Queste potenze erano ottenute con l'adozione di due carburatori quadricorpo.
Il motore Chevrolet small-block 265 è stato montato su:
- Chevrolet Corvette C1 (1955-57);
- Chevrolet Bel Air Mk1 (1955-57).

#### 283

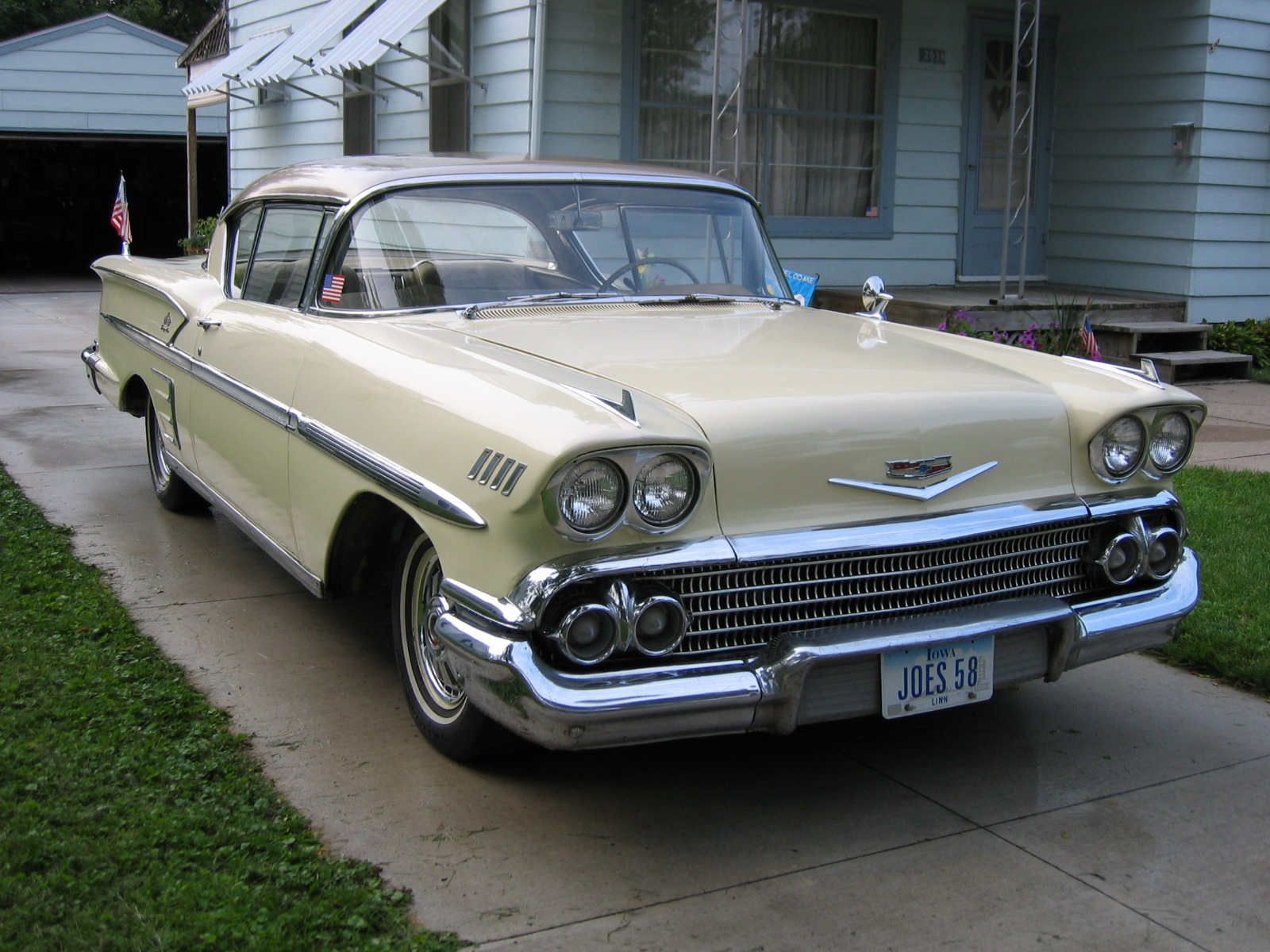
Il motore small-block 283 è stato montato anche dalle prime Chevrolet Impala

Questa versione è stata introdotta nel 1957: si tratta di una versione rialesata della precedente unità 265. Il diametro dei cilindri è passato infatti da 95.25 a 98.42 mm, con conseguente aumento della cilindrata a 4638 cc. Questo motore era disponibile in cinque varianti, con potenze comprese tra 185 e 283 CV. Proprio quest'ultima caratteristica sì che tale motore divenisse noto come il motore da un CV per pollice cubo, aspetto che ne decretò il successo definitivo e dilagante. Tra le altre novità di rilievo, senza dubbio è da ricordare la possibilità di scegliere tra l'alimentazione a carburatore e quella ad iniezione meccanica Ramjet.
Questo motore è stato ufficialmente tolto di produzione nel 1962, ma alcuni anni dopo la tedesca Opel, anch'essa da decenni sotto la General Motors, ha ottenuto di poter montare questo motore sulle sue ammiraglie.
Questo motore è stato montato su:
- Chevrolet Corvette C1 (1957-62);
- Chevrolet Bel Air Mk2 (1958-62);
- Chevy II (1962-68);
- Chevrolet Impala Mk1 (1958-60);
- GMC e Chevrolet Serie C/K Mk1 ed Mk2 (1960-72);
- Chevrolet Malibu Mk1 (1964-68);
- Chevrolet Chevelle Mk1 (1964-68);
- Chevrolet Caprice Mk1 (1965-68);
- Chevrolet El Camino Mk1 (1959-60);
- Opel Kapitän A V8 (1965-68);
- Opel Admiral A V8 (1965-68);
- Opel Diplomat A V8 (1965-68).

#### 327

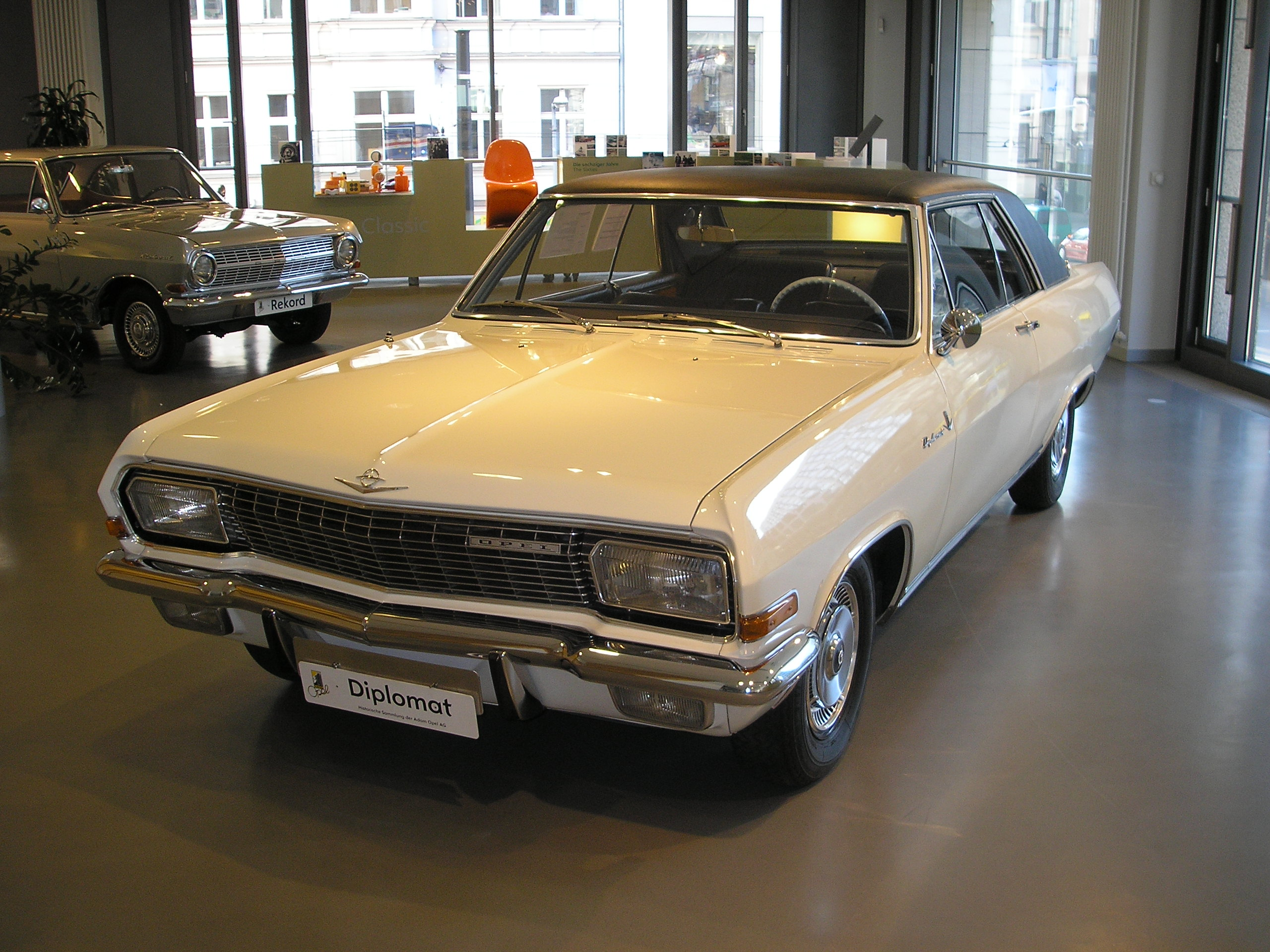
La prima serie della Opel Diplomat è il solo esempio di applicazione europea del V8 Chevrolet small-block 327

Nel 1962 venne introdotta l'unità 327, la quale era caratterizzata da misure di alesaggio e corsa pari a 101.6x82.55 mm, per una cilindrata di 5354 cc. Disponibile sia a carburatore che ad iniezione meccanica, questo motore è stato proposto in numerose varianti, che per comodità e chiarezza sono sintetizzate nella tabella a scomparsa che segue:
| Variante | Rapporto di compressione | Potenza CV     | Coppia Massima Nm  |
| -------- | ------------------------ | -------------- | ------------------ |
| 1.       | 8.75                     | 210 a 4600 rpm | 434 a 2400 rpm     |
| 2.       |                          | 230 a 4700 rpm | 435 a 3100 rpm     |
| 3.       | 10.5                     | 250 a 4400 rpm | 475 a 2800 rpm     |
|          |                          | 275 a 4800 rpm | 488 a 3200 rpm     |
| 4.       | 10                       | 300 a 5000 rpm | 488 a 3400 rpm     |
| 5.       |                          | 340            | 466                |
| 6.       | 11                       | 350 a 5600 rpm |                    |
| 7.       | 11.25                    | 360 a 6000 rpm | 477 N·m a 4000 rpm |

Vi sono state anche altre varianti, molto note e che hanno contribuito ad alimentare il mito degli small-blocks Chevrolet. Tra queste ve ne sono state due di gran rilievo, che hanno sostituito nel 1964 le varianti da 340 e da 360 CV, e che, grazie ad efficaci interventi sulle testate, sono riuscite a raggiungere rispettivamente 365 e 375 CV.
Lo small-block 327 è stato montato su:
- Chevrolet Corvette C1 (1962);
- Chevrolet Corvette C2 (1963-67);
- Chevrolet Camaro Mk1 (1967-69);
- Chevy II (1962-67);
- Chevrolet Nova (1968-77);
- Chevrolet Impala Mk2 (1962-64);
- Chevrolet Malibu Mk1 (1964-68);
- Chevrolet Chevelle Mk1 (1964-68);
- Chevrolet Caprice Mk1 (1965-70);
- Chevrolet El Camino Mk2 (1964-67);
- GMC e Chevrolet Serie C/K Mk2 (1966-72);
- Opel Diplomat A V8 5.4 (1965-68);
- Opel Diplomat B V8 5.4 (1968-77);
- ISO Rivolta IR300 (1962-1970).
- Bizzarrini 5300 GT (1965-1969).

#### 302

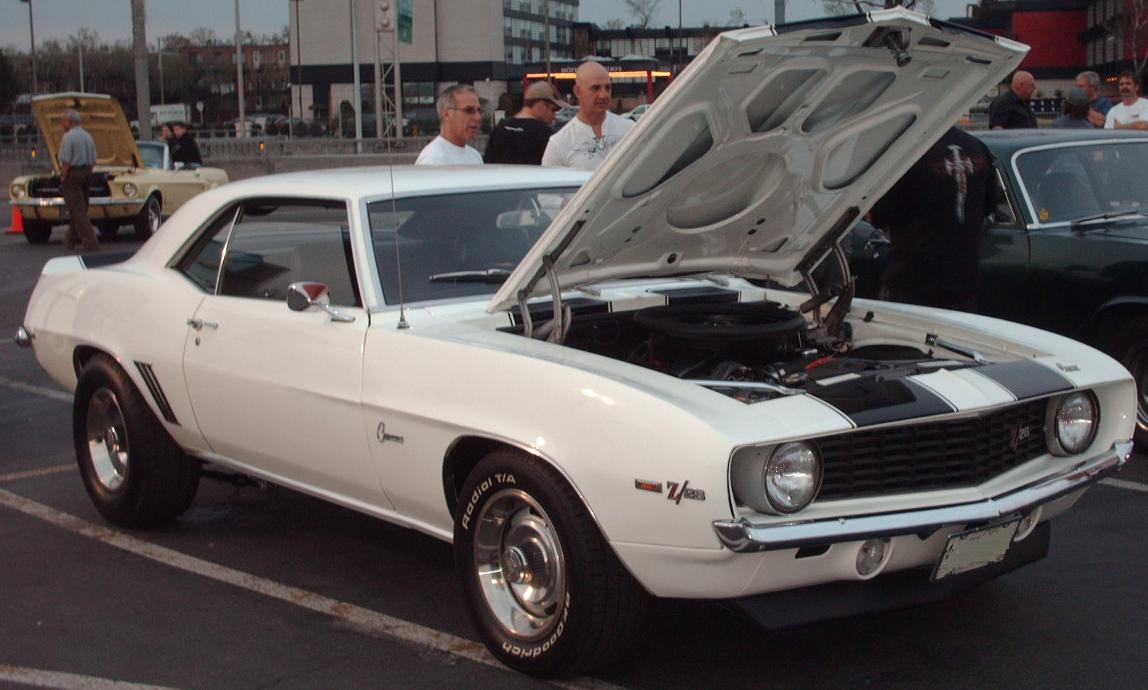
Le Chevrolet Camaro Z28 prima serie montavano motori small-block 302

Questo motore è il risultato del montaggio dell'albero motore dell'unità 283 nel motore da 327 pollici cubi: ciò ha provocato una riduzione della misura della corsa, tornata a 76.2, appunto come nell'unità 283. La cilindrata era di 4942 cc (o 302 pollici cubi).
Questo motore, introdotto nel 1967, è stato pensato principalmente come unità da utilizzare per le vetture che partecipavano alle gare Trans-Am, ma è stato montato anche in alcuni modelli di serie. Ciò perché le regole vigenti all'epoca in materia di gare imponevano per la Trans-Am motori al di sotto dei 305 pollici cubi utilizzati anche in vetture stradali. I motori 302 stradali erano alimentati da un carburatore quadricorpo Holley: per tali motori la Casa dichiarava una potenza massima di 290 CV, ma ben presto si scoprì che tale dichiarazione era alquanto pessimistica, poiché la potenza reale era in grado di raggiungere ben 360 CV a 5300 giri/min. In opzione, poi, si poteva avere tale motore alimentato con due carburatori quadricorpo, che permettevano il raggiungimento di 400 CV a 6800-7000 giri/min.
Oltre che sulle vetture impiegate in Trans-Am, il motore 302 è stato montato sulle Chevrolet Camaro Mk1 Z28 (1967-69) e sulla Chevrolet Firenza, un modello destinato unicamente al mercato sudafricano.

#### 307

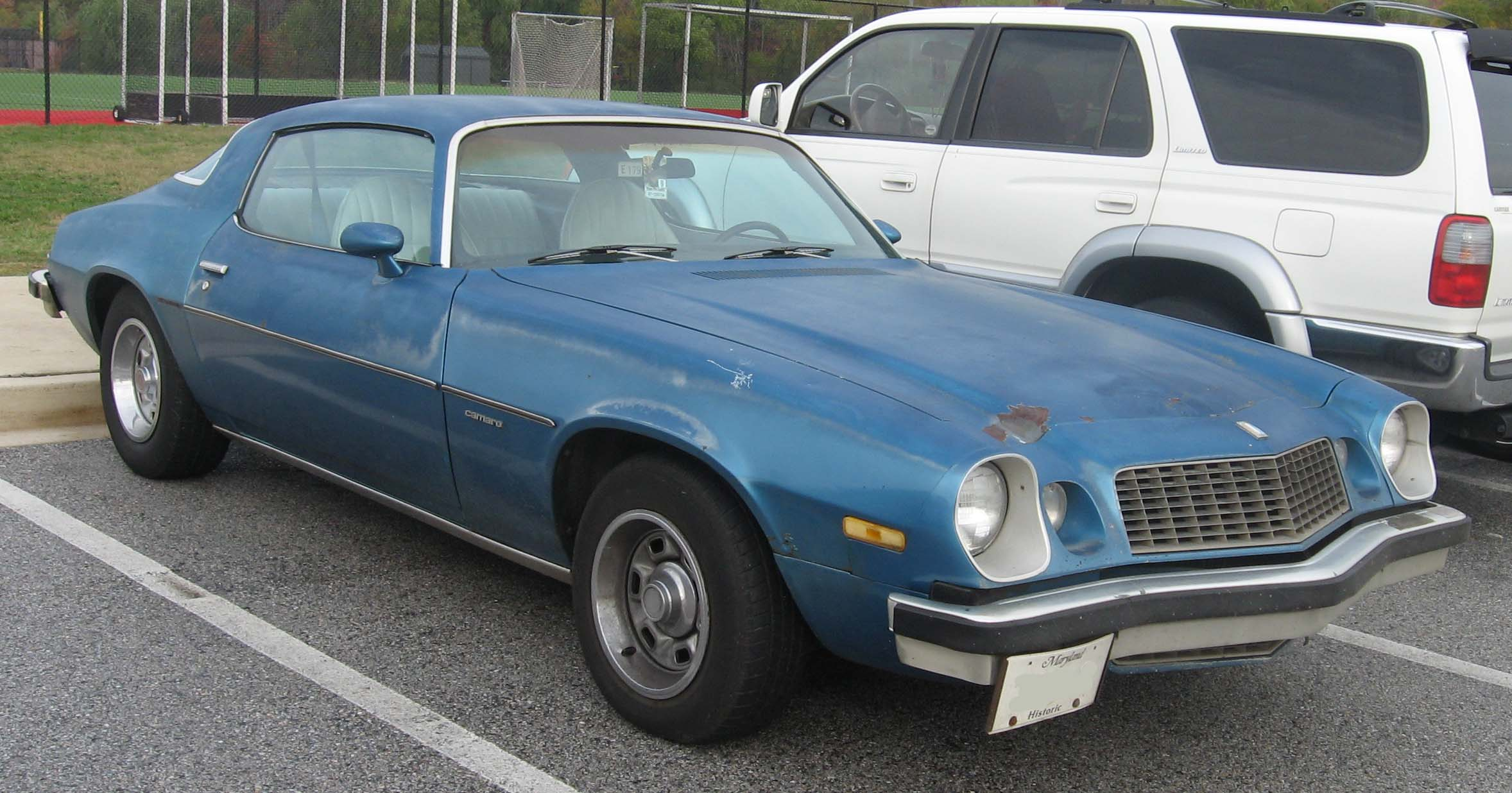
Le Chevrolet Camaro seconda serie montavano anche motori small-block 302

L'unità 307 è stata introdotta nel 1968 come unità motrice erede dell'unità 283, rispetto al quale era leggermente maggiorata sia in alesaggio che in corsa, i quali misuravano 98.4x82.55 mm, per una cilindrata di 5022 cc.
È stato uno dei motori small-block che ha raggiunto le potenze massime minori, se si pensa che alcune versioni, inizialmente previste a 200 CV, vennero affiancate in seguito da altre versioni più economiche di appena 115 CV! Erano però anche motori ricchissimi di coppia e pressoché indistruttibili. Già la versione da 200 CV erogava fino a 410 N·m a 2400 giri/min.
Questo motore è stato montato su:
- Chevrolet Malibu Mk2 (1968-72);
- Chevrolet Chevelle Mk2 (1968-77);
- Chevrolet Nova (1968-77);
- Chevrolet Camaro Mk2 (1970-73);
- Chevrolet Impala Mk3 (1968);
- Chevrolet Caprice Mk1 (1968-70);
- GMC e Chevrolet Serie C/K Mk2 (1966-72).

#### 400

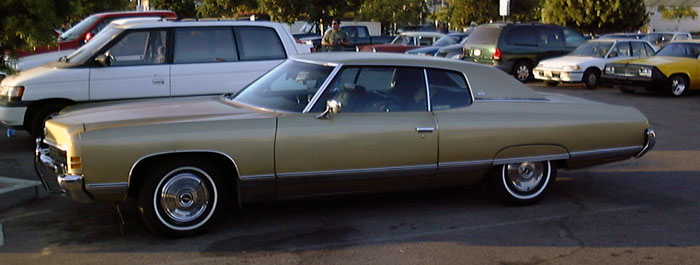
La terza serie della Chevrolet Caprice è un esempio di applicazione di uno small block da 400 pollici cubi

Il motore small-block da 400 pollici cubi venne introdotto nel 1970 e fu proposto per circa dieci anni come equipaggiamento di vari modelli. Questo motore era caratterizzato da misure di alesaggio e corsa pari a 104.8x95.4 mm, per una cilindrata di 6588 cc. Si tratta dello small-block più grande mai esistito.
Inizialmente questo motore era alimentato da un carburatore doppio corpo ed erogava una potenza massima di 265 CV. Nel 1974 ne è stata introdotta una variante con carburatore quadricorpo, mentre nel 1975 la variante doppio corpo è stata tolta di produzione. A partire dal 1977 il motore 400 non è stato più montato su modelli Chevrolet.
Di seguito viene mostrato un elenco delle principali applicazioni dello small-block 400:
- GMC e Chevrolet Serie C/K Mk2 e Mk3 (1966-80);
- Chevrolet Caprice Mk1 (1970-71);
- Chevrolet Monte Carlo Mk1 (1970-72);
- Chevrolet Chevelle Mk2 (1974-76);
- Chevrolet Impala Mk4 (1971-76).

#### 350

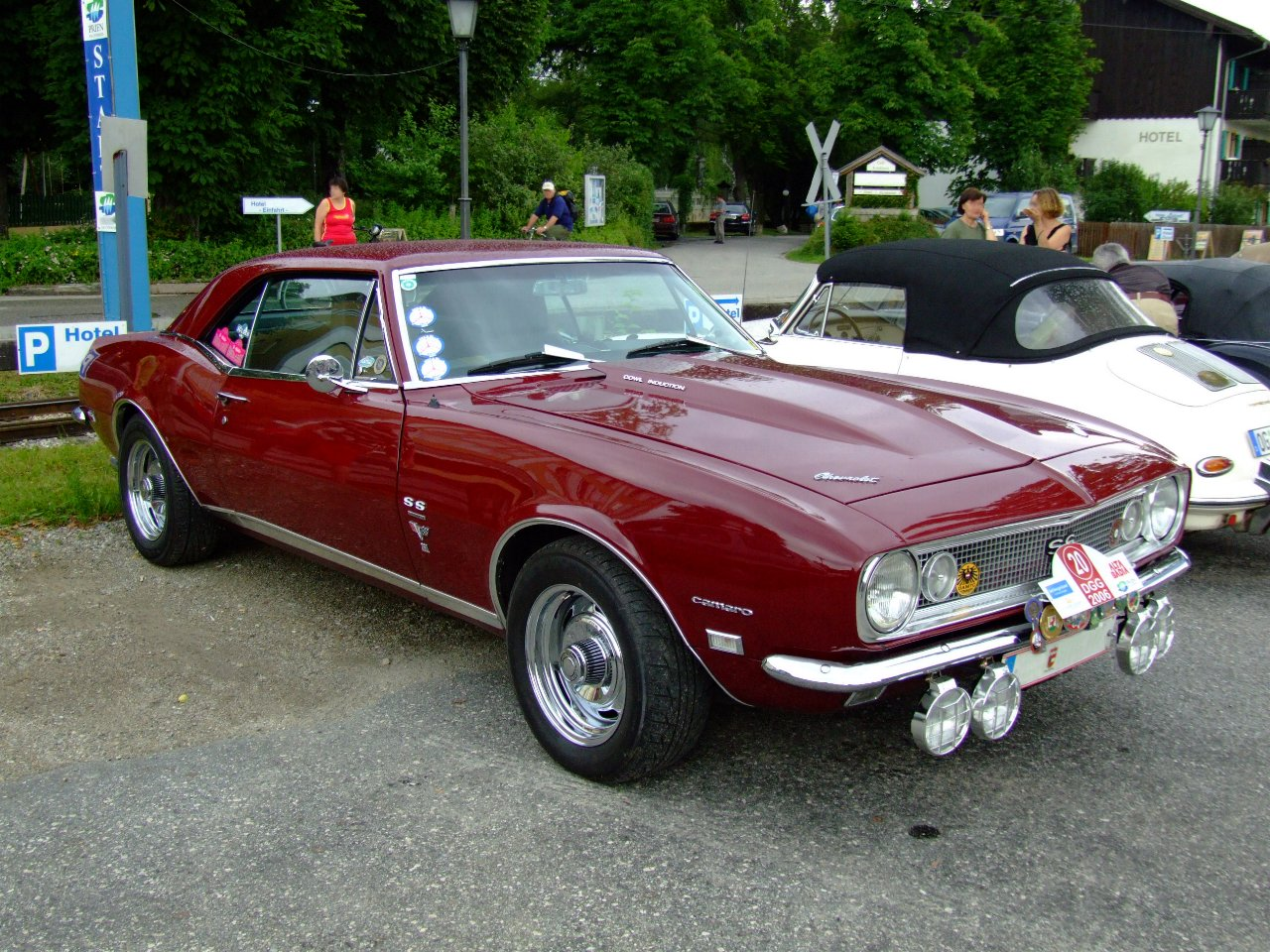
Le prime Camaro, nella versione SS, già montavano il mitico small block da 350 pollici cubi

Questo motore è probabilmente il più significativo dell'intera famiglia degli small blocks di prima generazione, ma è anche l'anello di congiunzione tra gli small-block di prima generazione e quelli delle generazioni seguenti. Le ultimissime varianti di tale motore sono state prodotte addirittura fino ai primi anni 2000! Lo small block da 350 pollici cubi (o 5.7 litri) è stato anche lo small block Chevrolet più utilizzato, dal momento che è stato montato su numerosi modelli, ma anche su imbarcazioni ed addirittura su alcuni velivoli, naturalmente molto modificati ed adattati allo scopo.
Caratteristiche dimensionali dello small-block "350" sono l'alesaggio e la corsa di 101.6x88.4 mm, per una cilindrata di 5733 cc.
Il motore small block da 350 pollici cubi è stato introdotto nel 1967 ed è stato proposto in numerose varianti.
La prima è stata la L48, lanciata appunto nel 1967 e disponibile inizialmente con potenze tra 270 e 330 CV. In seguito, con l'avvento della crisi energetica del 1973, comparvero molte versioni altamente depotenziate di tale motore, con potenze che scesero anche fino a 165 CV. In seguito, a partire da 1976, vi fu una nuova crescita ma rimasero comunque alcune versioni con potenza ridotta. Per esempio, nel 1980, ultimo anno per il motore L48, vi fu una versione da 180 CV.
Una versione immediatamente successiva è stata la ZQ3, introdotta nel 1969 e praticamente un affinamento di una precedente versione L48 da 300 CV. Le prestazioni rimasero comunque immutate. Lo ZQ3 è stato proposto anche in una versione meno potente, in grado di erogare 200 CV di potenza massima e 407 NM di coppia massima. La crisi energetica ha interessato anche l'evoluzione di questo motore, la cui potenza massima è stata ridotta anch'essa a 165 CV.
La sigla L46 identificava invece un'evoluzione dello ZQ3 da 300 CV, e che si distingueva da quest'ultimo per il rapporto di compressione portato da 10.25 ad 11:1. La potenza massima è salita così a 350 CV, con un notevole picco di coppia pari a 515 N·m.
Un altro small-block 350 è stato introdotto nel 1970 con la sigla LT1. Questo motore non va confuso con l'omonimo small block Chevrolet lanciato 22 anni dopo. L'unità LT1 del 1970 era infatti ancora alimentata a carburatore e con un rapporto i compressione di 11:1 erogava ben 370 CV di potenza massima, con una coppia massima di 515 N·m. Nel 1971 la potenza è stata ridotta a 330 CV e l'anno successivo vi fu una nuova riduzione, con potenza scesa a 255 CV.
Un'altra variante è stata la L82, introdotta nel 1973 e caratterizzata da un rapporto di compressione pari a 9:1. La potenza massima era inizialmente di 250 CV, ma in seguito, nel 1975, venne ridotta anch'essa fino a 205 CV. Nel 1978 tornò a 220 CV, che divennero 225 nel 1979 e 235 nel 1980.
La L81 è stata un'unità proposta solo nel 1981 e, a fronte di un rapporto di compressione di 8.2:1, erogava una potenza massima di soli 190 CV, esattamente come le ultime varianti del motore L48, con la differenza che il motore L81 aveva l'accensione a controllo integrato.
Fra il 1982 ed il 1984 venne proposto il motore L83, che disponeva di alimentazione ad iniezione con aspirazione a doppio corpo farfallato. Questo motore, caratterizzato da un rapporto di compressione di 9:1, erogava una potenza massima di 200 CV ed una coppia massima di 386 N·m.
Il motore L83 venne rimpiazzato nel 1985 dal motore L98, che non va confuso con l'omonima unità motrice lanciata molti anni dopo, sempre small-block e sempre Chevrolet. Il L98 del 1985 disponeva di alimentazione ad iniezione ed erogava una potenza massima di 230 CV. Due anni dopo la potenza è salita a 240 CV grazie all'aumento del rapporto di compressione, portato da 9 a 9.5:1. Nel 1991 il rapporto di compressione è stato nuovamente innalzato, ma senza variazioni prestazionali. L'ultimo anno di produzione del motore L98 è stato il 1992.

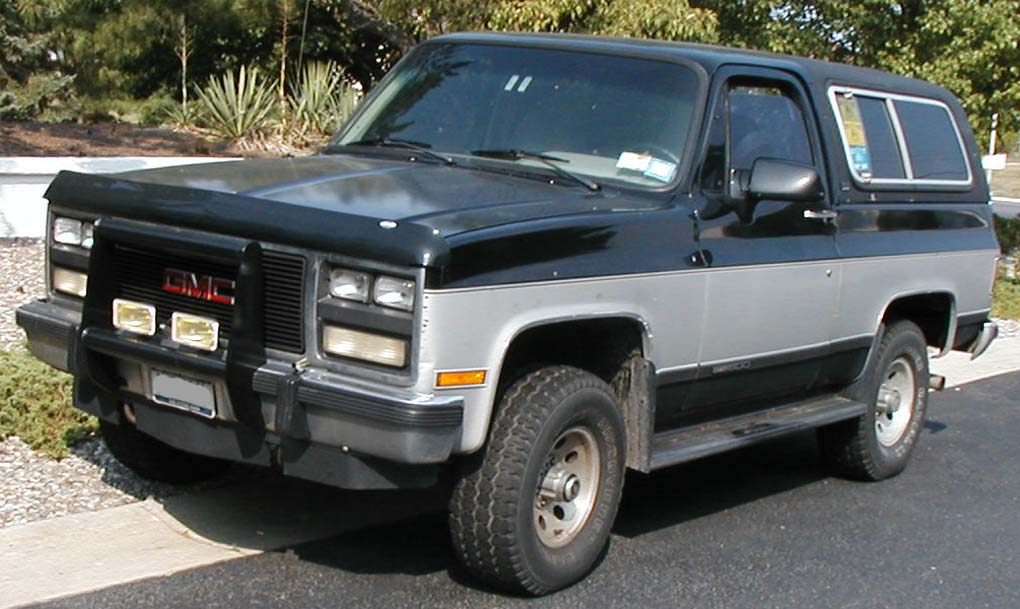
Un GMC K5 Jimmy, prodotto anche come Chevrolet Blazer

Vi furono infine altre tre varianti del motore Chevrolet "350" small-block: una è stata la LM1, prodotta nella seconda metà degli anni ottanta, l'altra è stata la L05, introdotta nel 1987 ed utilizzata fino al 1993 per equipaggiare fuoristrada e pick-up Chevrolet o GMC. Tale unità motrice è stata rimpiazzata dal nuovo small-block di seconda generazione denominato LT1.
La terza ed ultima unità motrice appartenente agli small-block di prima generazione è la 'L31, utilizzata su grossi autocarri ed autotreni e nota anche come motore Vortec. Le sue applicazioni comprendevano anche impieghi su imbarcazioni.
Introdotta nel 1996, l'unità L31 è stata prodotta fino al 2005.
Dato l'enorme arco di tempo in cui lo "small-block" 350si è evoluto nelle sue varie versioni, risulta problematico elencare tutte le innumerevoli applicazioni in campo automobilistico. Basti pensare che esse comprendono diversissimi modelli Chevrolet, tra cui: Camaro, Corvette, Caprice, Nova, Impala, Chevelle, El Camino, Monte Carlo, ecc. Non mancarono anche diverse applicazioni su SUV, pick-up e fuoristrada della GMC.

#### 262

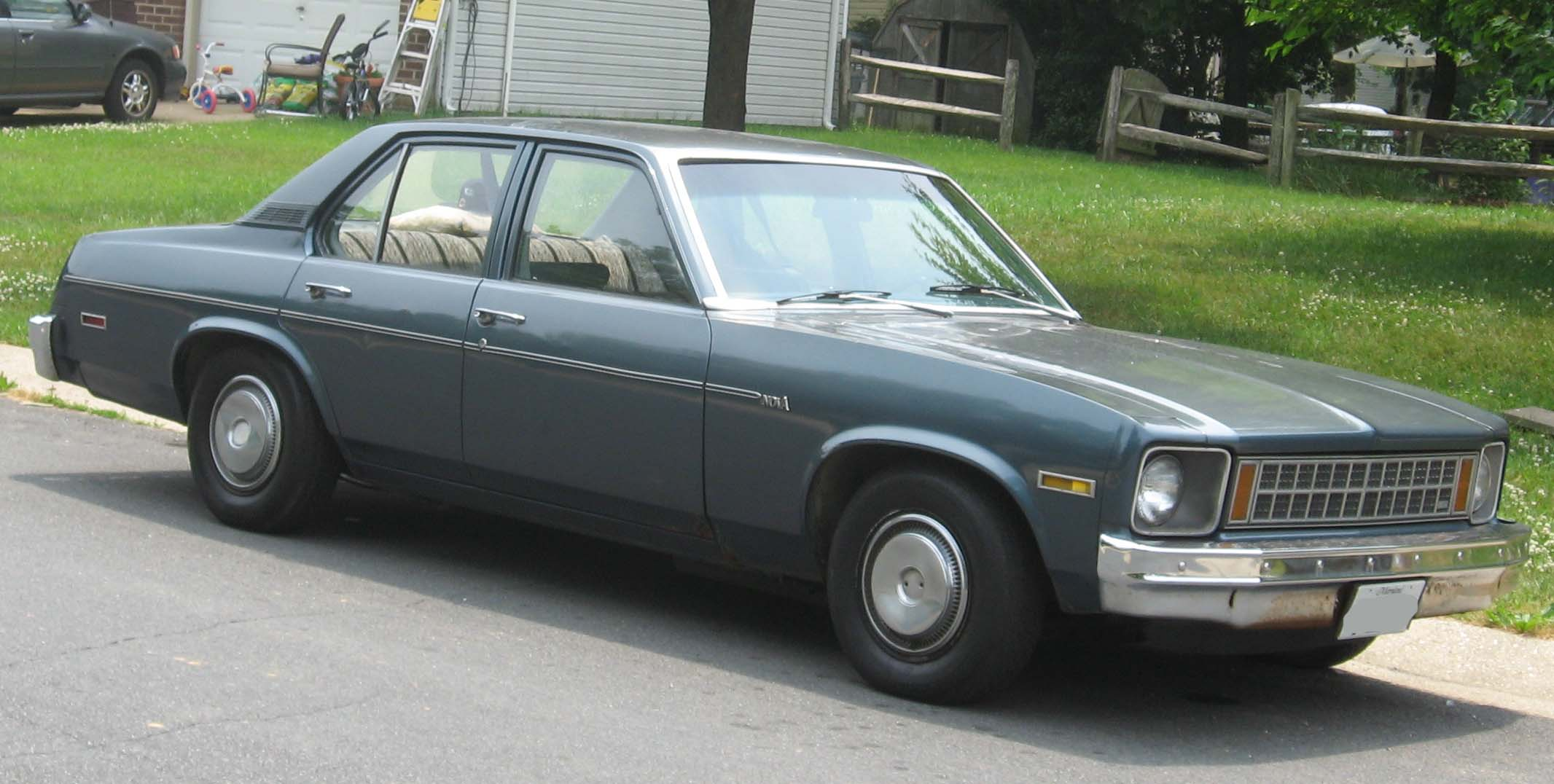
Una Chevrolet Nova Mk3

La carriera degli small-block Chevrolet viene solitamente suddivisa in due parti: la prima è quella che va dal 1955 al 1974, mentre la seconda parte dal 1975 ed arriva al 1992. Vi è anche una terza parte, che va dal 1993 al 2005, in cui gli small-block hanno avuto un impiego marginale nel settore automobilistico, ma continuavano comunque ad essere prodotti per altri impieghi.
La seconda parte della carriera degli small-block ha inizio con l'introduzione del motore 262, nato nel 1975. Questo motore è uno dei sintomi più evidenti del difficile periodo per l'industria automobilistica mondiale, a causa della crisi energetica che ha imposto drastiche limitazioni alle prestazioni dei motori più esuberanti. Questo motore è caratterizzato da misure di alesaggio e corsa pari a 93x78.7 mm. Questo motore da 4.3 litri erogava una potenza massima di appena 110 CV con una coppia massima di 264 N·m. A causa delle scarse prestazioni, questo motore non ebbe successo e già dal 1976 venne rimpiazzato dall'unità da 305 pollici cubi.
Le sue applicazioni si limitarono quindi a due soli modelli:
- Chevrolet Monza (1975-76);
- Chevrolet Nova Mk3 (1975-76).

#### 267
Questo motore appartiene ad una fascia di cilindrata analoga a quella del 262, ma rispetto a quest'ultimo è arrivato quattro anni dopo, ed inoltre hanno poche affinità, a partire dalle caratteristiche dimensionali, che nell'unità 267 prevedono alesaggio e corsa pari ad 88.9x88.4 mm. Questo motore era alimentato inizialmente da un carburatore doppio corpo Rochester, ma già dall'anno seguente fu introdotta anche una variante con carburatore a gestione elettronica.
Questo motore è stato prodotto fino al 1982 ed è stato montato sulle Chevrolet Camaro, Caprice, Impala, El Camino e Monte Carlo dell'epoca.

#### 305
È il più noto small-block della seconda fase della carriera degli small-block. È nato dalla rialesatura della sfortunata unità 262. È stato inoltre adottato un nuovo albero a gomiti con manovelle più lunghe. Il risultato è stato un motore con alesaggio e corsa pari a 95x88.4 mm ed una cilindrata di 5013 cc.
Tale motore era disponibile a carburatore (doppio corpo o quadricorpo) oppure ad iniezione. Dal 1996 è stato annesso alla gamma di motori Vortec ed utilizzato su SUV e grossi pick-up.
Le potenze variavano tra 170 e 230 CV. Questo motore è stato proposto in più varianti tra il 1976 ed il 1995, ed ha trovato applicazione su:
- Chevrolet Caprice Mk3 (1977-90);
- Chevrolet Caprice Mk4 (1991-93);
- Chevrolet Monza (1976-80);
- Chevrolet Nova Mk3 (1976-79);
- Chevrolet El Camino Mk5 (1978-87);
- Chevrolet Monte Carlo Mk2 (1976-77);
- Chevrolet Monte Carlo Mk3 e Mk4 (1978-88);
- Pontiac Firebird Mk2 e Mk3 (1976-92);
- Oldsmobile Cutlass Mk5 (1978-88);
- Pontiac Grand Prix Mk4 (1978-87);
- Buick Skylark Mk4 (1977-79)

### Seconda generazione
La seconda generazione di motori small-block, nota con la sigla LT, esordì nel 1992, ma al contrario di quanto avviene solitamente, non ha sostituito la prima generazione: quest'ultima, infatti, ha continuato ad essere impiegata, come abbiamo già visto, per oltre una dozzina di anni, anche se molto meno in campo strettamente automobilistico e più nel settore degli autotrasporti terrestri e marittimi.
La seconda generazione dei motori small-block ha invece terminato la sua carriera già nel 1997, sostituita dagli small-block siglati LS.

### Terza generazione
La terza generazione dei motori small-block è nota con la sigla LS: essa riprende alcune caratteristiche di massima risalenti agli small-block di prima generazione, ma in gran parte si tratta di un motore nuovo, anche se alcune soluzioni molto tradizionali, come la distribuzione ad asse a camme centrale nel basamento viene ancora utilizzata. Una delle novità maggiori sta nell'impiego della lega leggera sia per il basamento che per le testate. La terza generazione è stata prodotta fino al 2004.

### Quarta generazione
Anche la quarta generazione è siglata LS, e spesso essa viene trattata congiuntamente alla terza proprio per questo motivo. Si tratta di una famiglia di motori nati da un progetto nuovo e che portano alcune novità, come il sistema Active Fuel Management per l'ottimizzazione dei consumi in funzione del carico del motore.